# Ogies
Ogies ist eine Ortschaft in der südafrikanischen Provinz Mpumalanga. Sie liegt in der Gemeinde Emalahleni im Distrikt Nkangala.

## Geographie
2011 hatte Ogies 1230 Einwohner. Nördlich von Ogies liegt das Township Phola, das im selben Jahr 31.885 Einwohner hatte. Ogies liegt rund 30 Kilometer südwestlich der Stadt eMalahleni.

## Geschichte
Ogies wurde 1928 auf dem Gelände der Farm Oogiesfontein errichtet. Der Name bedeutet etwa „Augenquelle“ (also Quelle mit vielen Nebenquellen).
Die 2007 reaktivierte, staatliche African Exploration Mining and Finance Corporation (AEMFC) errichtete ihr erstes Kohlebergwerk nahe Ogies. Es wurde 2011 eingeweiht und liefert seine Kohle vor allem an das wenige Kilometer südwestlich gelegene Kraftwerk Kendal.

## Wirtschaft und Verkehr
Ogies liegt in einem Abbaugebiet von Steinkohle, die im Tagebau gewonnen wird.
Der Bahnhof Ogies ist ein wichtiger Rangierbahnhof der Richards Bay Coal Line. Von Ogies zweigt Richtung Südosten ein Netz von Bahnstrecken ab, die zu verschiedenen Kohlebergwerken führen. 
Die Fernstraße N12 verläuft nördlich von Ogies in Ost-West-Richtung. Die R545, die Richtung Südosten nach Bethal führt, und die R555, die etwa parallel zur N12 liegt, kreuzen sich in Ogies.